# Reignac (Gironde)
Reignac ist eine französische Gemeinde mit 1.626 Einwohnern (Stand: 1. Januar 2022) im Département Gironde in der Region Nouvelle-Aquitaine (vor 2016: Aquitanien). Sie gehört zum Arrondissement Blaye und zum Kanton L’Estuaire. Die Einwohner werden Reignacois genannt.

## Geographie
Reignac liegt etwa 44 Kilometer nordnordöstlich von Bordeaux. Umgeben wird Reignac von den Nachbargemeinden Val-de-Livenne im Nordwesten und Norden, Donnezac im Osten, Saint-Savin im Südosten, Saugon im Süden, Campugnan und Cartelègue im Südwesten sowie Étauliers im Westen.
Durch die Gemeinde führt die Autoroute A10.

## Bevölkerungsentwicklung
| Jahr                       | 1962 | 1968 | 1975 | 1982 | 1990 | 1999 | 2010 | 2020 |
| Einwohner                  | 1435 | 1352 | 1267 | 1206 | 1263 | 1197 | 1441 | 1613 |
| Quellen: Cassini und INSEE |      |      |      |      |      |      |      |      |

## Sehenswürdigkeiten

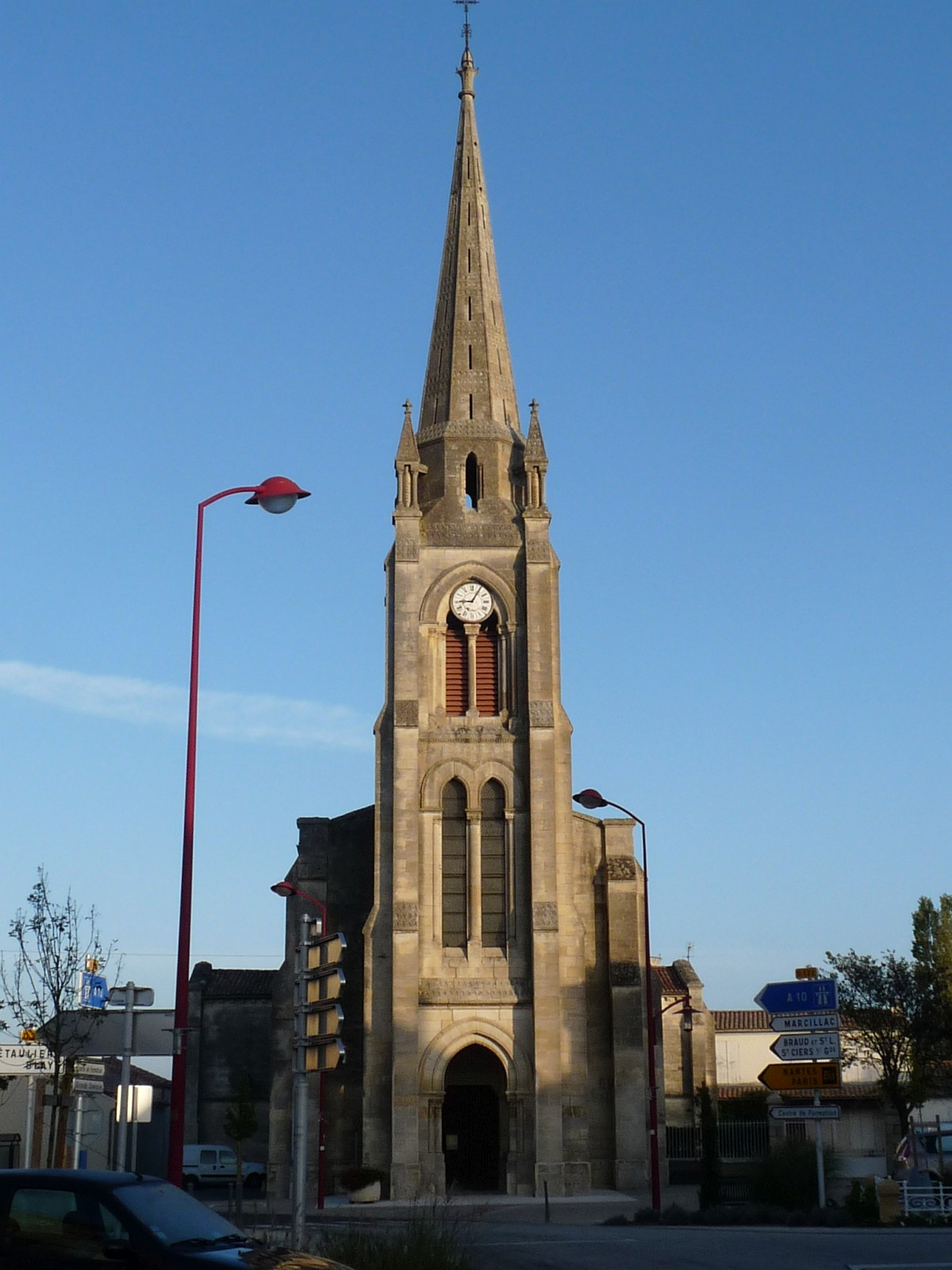
Kirche Saint-Maurice
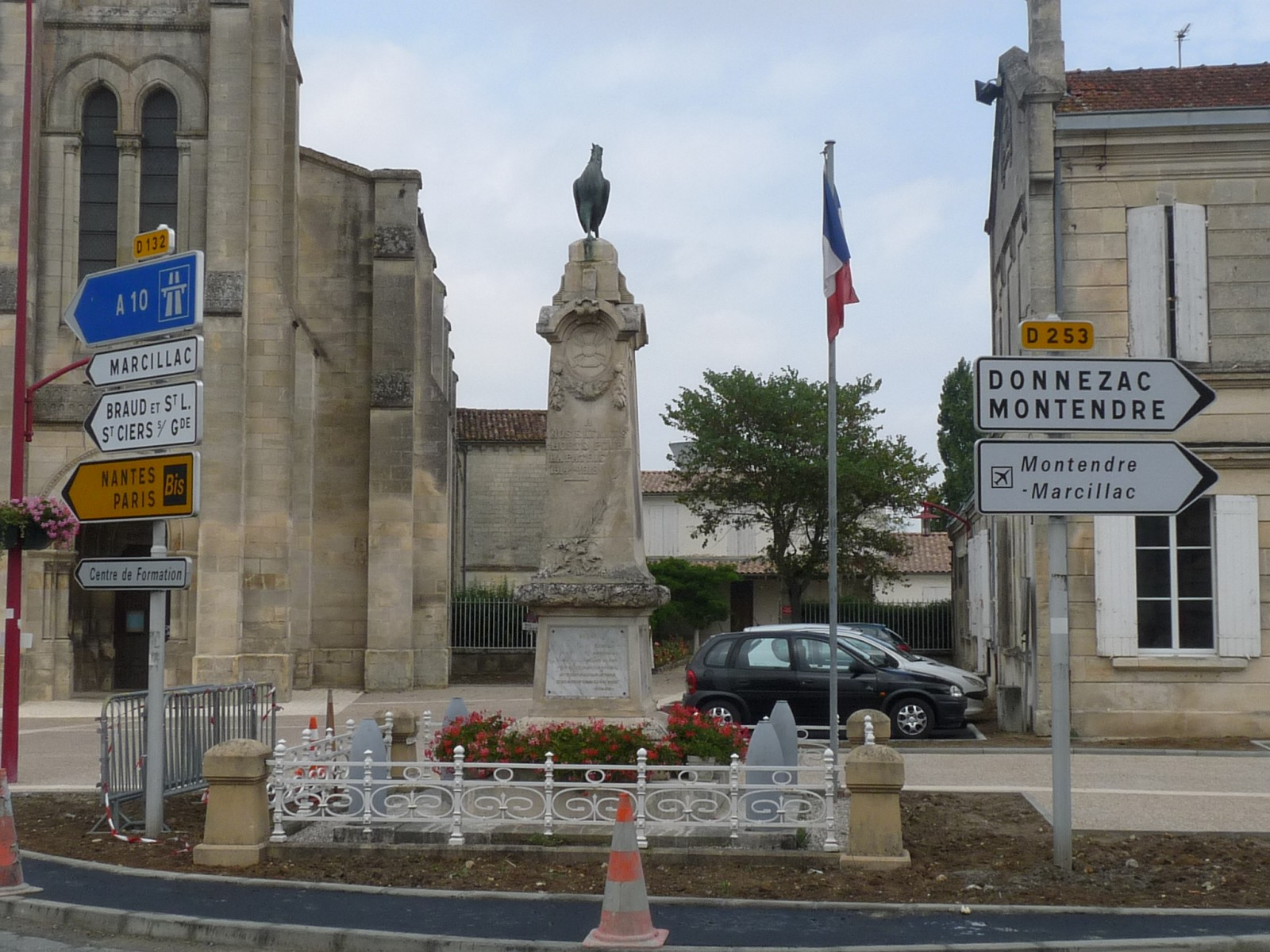
Kapelle Notre-Dame-de-Turiac

- Kirche Saint-Maurice
- Gefallenendenkmal